# Sarbārān
Sarbārān (persiska: سرباران) är en ort i Iran.   Den ligger i provinsen Hormozgan, i den sydöstra delen av landet, 1 100 km sydost om huvudstaden Teheran. Sarbārān ligger 18 meter över havet och antalet invånare är 618.
Terrängen runt Sarbārān är mycket platt. Runt Sarbārān är det ganska glesbefolkat, med 25 invånare per kvadratkilometer. Närmaste större samhälle är Mīnāb, 13,6 km öster om Sarbārān. Omgivningarna runt Sarbārān är i huvudsak ett öppet busklandskap.